# Колумбийский массив
Колумбийский массив (исп. Macizo Colombiano, также называемый Nudo de Almaguer) — горный массив в составе Анд в южной части центральной Колумбии. Он располагается в основном в пределах департаментов Каука, Уила и Нариньо. К юге от него располагается массив Пасто (исп. Nudo de los Pastos), а к северу начинаются Центральная и Восточная Кордильеры.

## География
Площадь территории Колумбийского массива составляет 32 682 квадратных километра, из которых: 13 716 км² — леса, 15 423 км² — отданы под агроэкосистемы, 2 567 км² — парамо, 43 км² — покрыты снегом, 924 км² — места произрастания ксерофитов и 9 км² — поселения людей. Высота массива колеблется от 2600 метров до 4646.
Территория массива является источником около 70 % колумбийской пресной воды, подходящей для потребления человеком и орошения. Здесь расположены верховья таких рек, как Магдалена и Каука (Карибский бассейн), Какета и Путамайо (бассейн Амазонки) и река Патия (Тихоокеанский бассейн).
В состав массива входит 362 высокогорных водоёма, 13 парамо и других экосистем, богатых растительным и животным миром. Сотара и Пурасе — доминирующие вулканы массива, последний также входит в одноимённый национальный парк.
Массив крайне труден и опасен для пересечения его людьми из-за суровых природных условий.

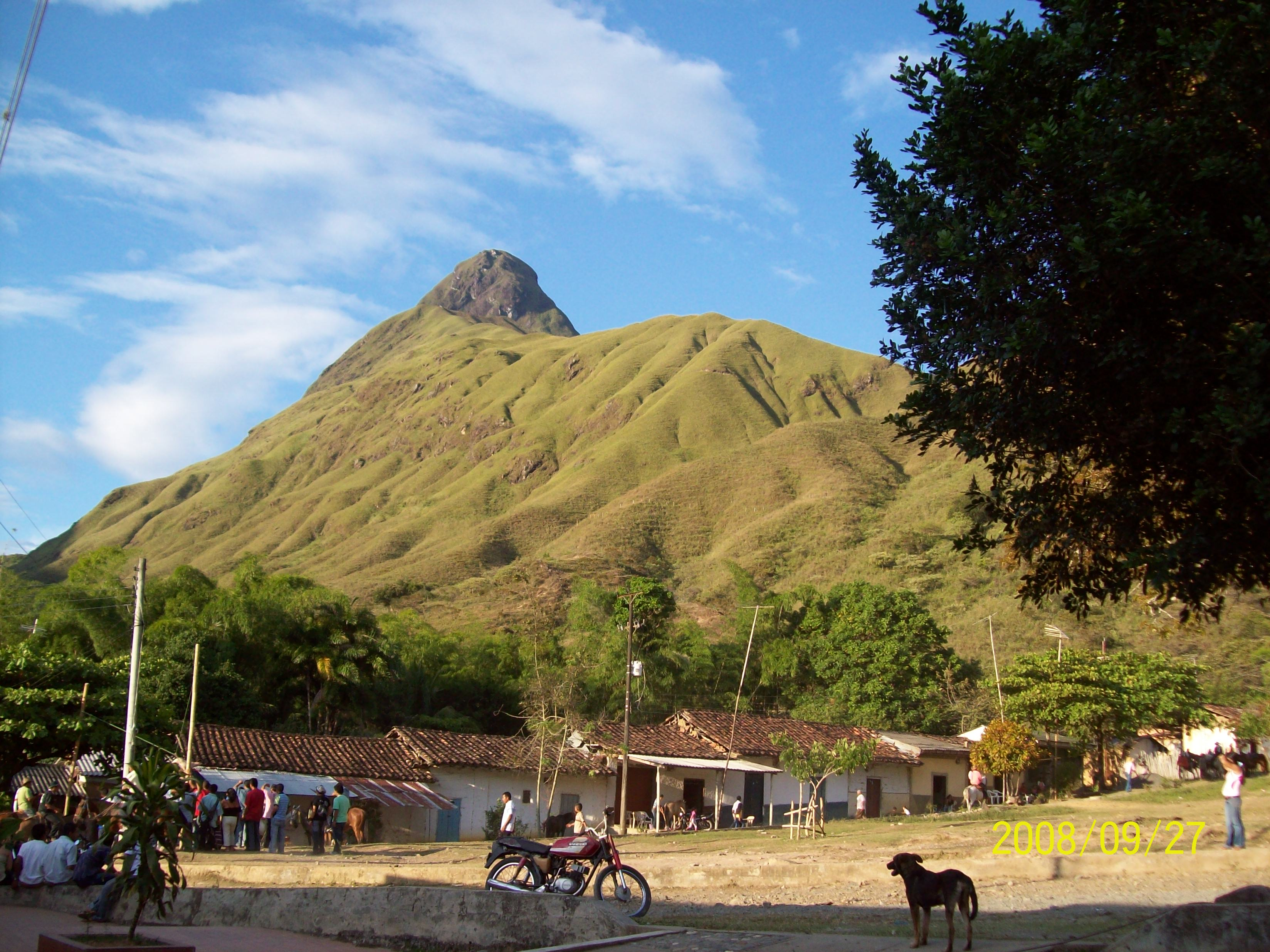
Серро-де-Лерма.
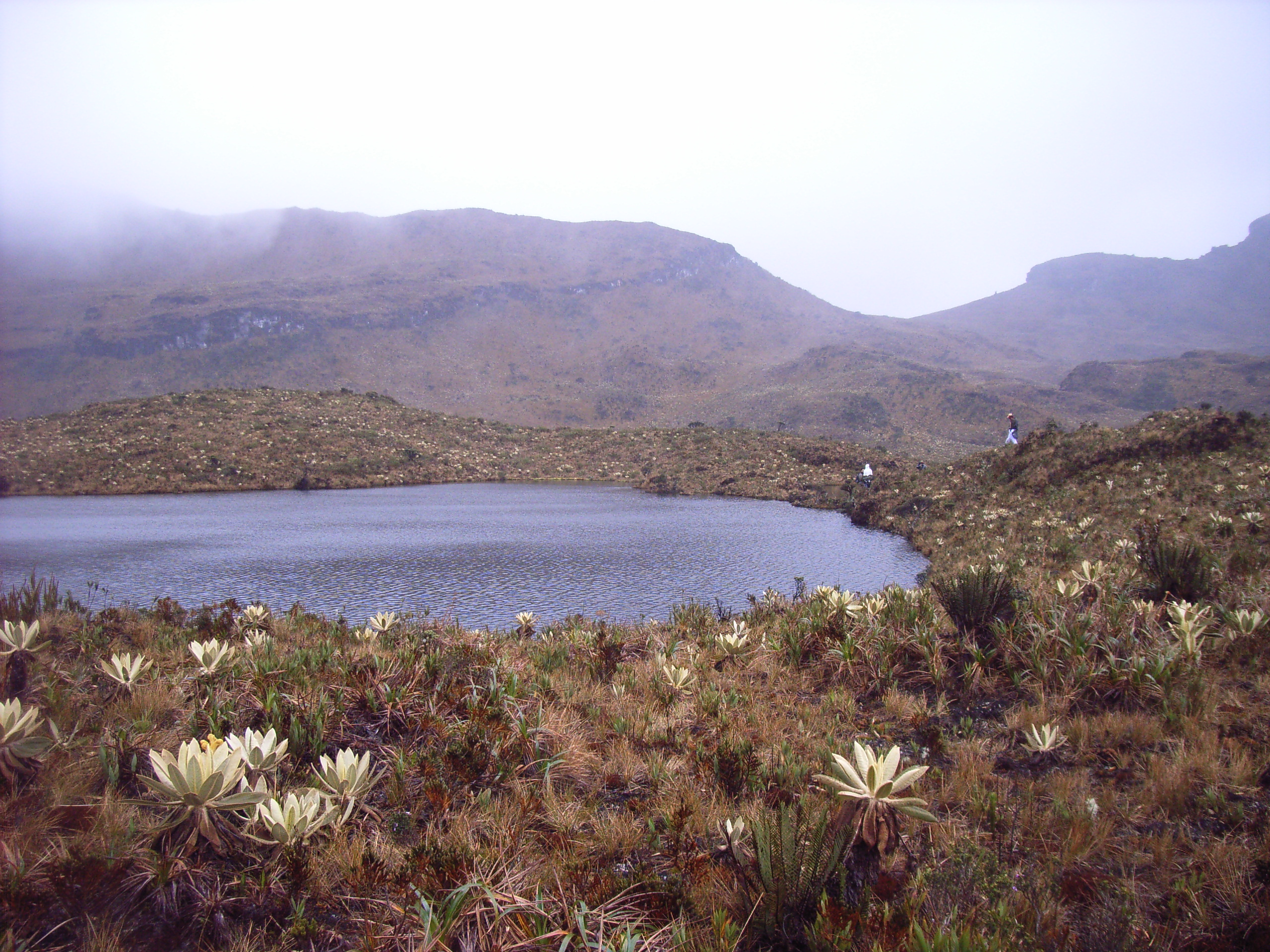
Лас-Регинас.